# Erik Helmerson
Erik Helmerson, född 1967, är en svensk journalist och författare.
Helmerson är ledarskribent på Dagens Nyheter. Han har även varit filmkritiker och reporter på nyhetsbyrån TT Spektra samt skribent på Expressens kultursidor.
Han debuterade som författare i mars 2008 med romanen Blixthalka. I mars 2011 utkom Den onödige mannen och i april 2014 gavs hans tredje roman Au revoir, Magnus  ut.

## Priser och utmärkelser
- 2004 – Filmpennan